# NB Faroleiro Mario Seixas (H-26)

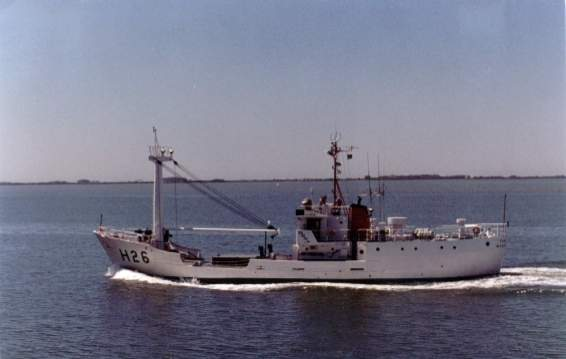
NB Faroleiro Mario Seixas (H-26).

El NB Faroleiro Mario Seixas (H-26) es un buque faro de la Marina de Brasil.

## Origen del nombre
El NB Faroleiro Mario Seixas (H-26) es el primer barco de la Marina de Brasil en llevar ese nombre. Es un homenaje al agente de actividades marítimas y fluviales Mario Seixas dos Santos, galardonado, entre otros premios, con el Premio al Mérito Funcional y la Medalla al Mérito Naval, por los relevantes servicios prestados en el rol de supervisor de varios faros, en las balizas del Puerto de Salvador y en la vigilancia de guerra durante la Segunda Guerra Mundial.
Navega bajo el lema: "Baliza para una mejor navegación" también se le conoce como "Bode Aguerrido".

## Misión
Construido en 1962 como barco de pesca en Vigo (España), recibió el nombre de "Cabana". Como pesquero "Brasil I", operó en Pernambuco hasta 1964. Fue detenido por el Banco Central, a cambio de una deuda, y donado a la SUDEPE - Superintendencia de Fomento Pesquero, que lo rebautizó como "Mestre Jerônimo". En 1979, fue donado a la Armada de Brasil. En 1983, fue renovado por el astillero CORENA - Metalurgia e Construções Navais S / A, en Itajaí, Santa Catarina.
- Puesta de quilla: 1962.
- Botadura: 1962.
- Incorporación: 1967 (SUDEPE).
- Incorporación: 31 de enero de 1984 (Marina de Brasil).

## Características
- Desplazamiento: 234 toneladas.
- Dimensiones: 35,45 metros de eslora, 6,65 metros de manga y 2,51 metros de calado.
- Tripulación: 19 hombres (2 oficiales).
- Propulsión: 2 motores diesel Scania DST-14 MO3 de 354 hp cada uno.
- Velocidad (nudos): sostenida 8 nudos.
- Rango de acción: 1 400 millas náuticas, 10 días de autonomía.
- Electricidad: 2 generadores diesel de 60 KvA.
- Armas: ninguna.
- Equipos:

1 grúa de carga con capacidad de 10 toneladas.